# Tissø
Tissø är en sjö i Danmark. Den ligger på ön Sjælland i Region Själland, i den sydöstra delen av landet. Den högsta punkten i närheten är 92 meter över havet, 3,0 km öster om Tissø. Genom Tissø rinner Halleby Å som har sitt utlopp i Stora Bält. Namnet Tissø härleds till guden Tyr, och man har funnit ett kulthus nära den norra stranden.
Trakten runt Tissø består till största delen av jordbruksmark.